# Institutul Polonez de Film
Institutul Polonez de Film (în poloneză Polski Instytut Sztuki Filmowej, PISF) este o entitate juridică de stat înființată în 2005 pentru a sprijini dezvoltarea cinematografiei. Institutul funcționează pe baza Legii din 30 iunie 2005 privind cinematografia, a Legii din 9 noiembrie 2018 privind sprijinul financiar pentru producția audiovizuală și a statutului său.
În 2019, cu finanțarea Institutului Polonez de Film, au fost create 40 de lungmetraje, 42 de documentare și 22 de filme de animație. Institutul susține, de asemenea, toate festivalurile majore de film din Polonia, educația cinematografică, dezvoltarea filmului și promovarea internațională a cinematografiei poloneze.

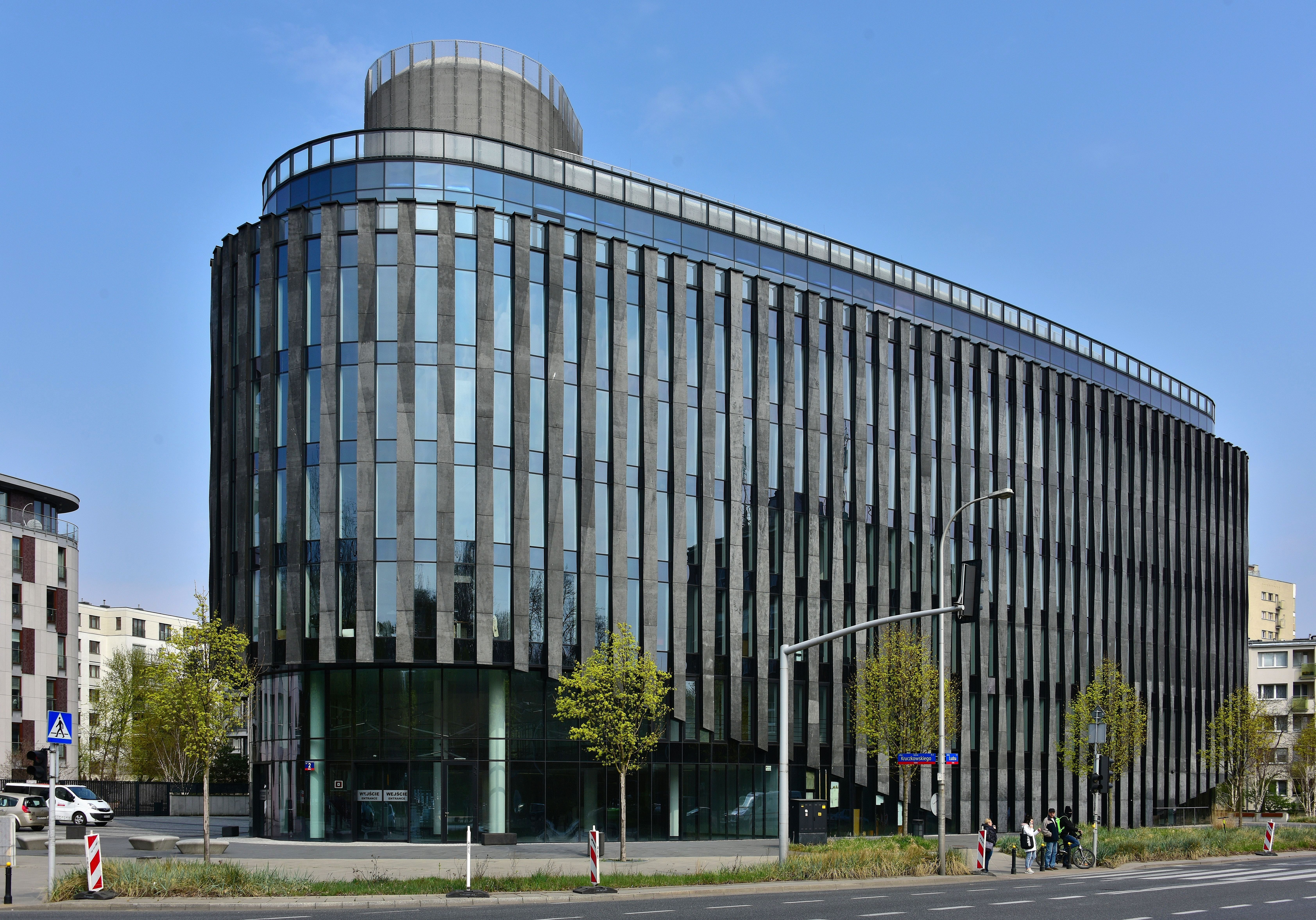

## Organizare
Organele de conducere ale Institutului sunt Directorul Institutului și Consiliul Institutului.
Directorul Institutului Polonez de Film este responsabil pentru activitățile generale ale Institutului. Folosind opiniile experților care evaluează aplicațiile, el decide să cofinanțeze proiecte de film ale Institutului Polonez de Film. Mandatul directorului Institutului este de 5 ani. Din 8 decembrie 2017, Radoslaw Smigulski este directorul Institutului Polonez de Film.
Directorii Institutului Polonez de Film sunt:
- Agnieszka Odorowicz  3/10/2005 – 2/10/2015
- Magdalena Sroka  3/10/2015 - 9/10/2017
- Izabela Kiszka-Hoflik (p.o.) 16 octombrie 2017 - 7 decembrie 2017
- Radosław Śmigulski din 8 decembrie 2017[6]

Consiliul este format din 11 membri, cineaști, producători de filme, sindicaliști care lucrează în domeniul cinematografiei, distribuitori, radiodifuzori, operatori de televiziune prin cablu și platforme digitale. Membrii Consiliului Institutului sunt numiți de ministrul Culturii și Patrimoniului Național cu un mandat de trei ani.
Componența consiliului de administrație al Institutului pentru perioada 2017-2020:
- Rafał Wieczyński - președinte
- Joanna Szymańska - vicepreședinte
- Tomasz Dąbrowski - secretar
- Jacek Bromski
- Andrzej Bubeła
- Andrzej Jakimowski
- Mateusz Matyszkowicz
- Igor Ostrowski
- Jarosław Szoda
- Krzysztof Turkowski
- Zbigniew Żmigrodzki